# Prenzlauer Berg Vandtårn
Wasserturm Prenzlauer Berg er Berlins ældste vandtårn, færdiggjort i 1877 og i drift indtil 1952. Det er beliggende mellem Knaackstraße og Belforter Straße i Kollwitzkiez i Prenzlauer Berg (del af Pankow-distriktet) og forsynede efter de forbundne kars princip det hurtigt voksende arbejderkvarter.